# Radíčeves
Radíčeves (německy Reitschowes) je vesnice a část města Žatec v okrese Louny v Ústeckém kraji. Nachází se asi 4,5 kilometru jihozápadně jihozápad od Žatce. Vesnicí vede silnice I/27. Radíčeves je také název katastrálního území o rozloze 4,78 km².

## Název
Název vesnice je odvozen z osobního jména Radík ve významu Radíkova ves. V historických pramenech se název vsi objevuje ve tvarech: Radieczewes (1357), Radiczewess (1368), Radicziewess (1369 až okolo roku 1405), Radyczowes (1377), Radyecziewess (1383), „in villa Radycziewssi“ (1384), Radyczowes (1399, 1412), „w Radiczowsy“ (1543), „w Radicžowsy“ (1544), Reitschowes (1787) a Reitschowes nebo Radičewes (1846).

## Historie
Radíčeves se v písemných pramenech objevuje poprvé v roce 1357. Tehdy byl farářem ve zdejším kostele Hendelín ze Stříbra. Ve 14. století byla obec rozdělena na dvě části: jedna patřila pražské svatovítské kapitule, druhá různým pražským měšťanům. Po husitských válkách patřila část obce městu Žatci a část vlastnil měšťan Petr z Michalovic.
Velká pohroma postihla Radíčeves roku 1866, kdy do nich ustupující pruští vojáci zavlekli epidemii cholery, kterou se údajně nakazilo 78 obyvatel.
V čp. 6 se v polovině 19. století nalezl poklad: stříbrné bohoslužebné náčiní a zlaté mince.

## Obyvatelstvo
Při sčítání lidu v roce 1921 zde žilo 302 obyvatel (z toho 146 mužů), z nichž bylo 44 Čechoslováků, 256 Němců, jeden člověk jiné národnosti a jeden cizinec. Kromě jednoho evangelíka se všichni hlásili k římskokatolické církvi. Podle sčítání lidu z roku 1930 měla vesnice 375 obyvatel: 102 Čechoslováků a 273 Němců. Většinou byli římskými katolíky, ale žilo zde také sedmnáct evangelíků, tři příslušníci církve československé a devět lidí bez vyznání.
|                                                             | 1869 | 1880 | 1890 | 1900 | 1910 | 1921 | 1930 | 1950 | 1961 | 1970 | 1980 | 1991 | 2001 | 2011 | 2021 |
| ----------------------------------------------------------- | ---- | ---- | ---- | ---- | ---- | ---- | ---- | ---- | ---- | ---- | ---- | ---- | ---- | ---- | ---- |
| Obyvatelé                                                   | 320  | 273  | 294  | 362  | 388  | 302  | 375  | 182  | 195  | 190  | 179  | 131  | 133  | 151  | 141  |
| Domy                                                        | 28   | 29   | 30   | 37   | 40   | 40   | 54   | 52   | —    | 45   | 42   | 45   | 45   | 46   | 47   |
| Počet domů z roku 1961 zahrnuje domy místní části Milčeves. |      |      |      |      |      |      |      |      |      |      |      |      |      |      |      |

## Obecní správa

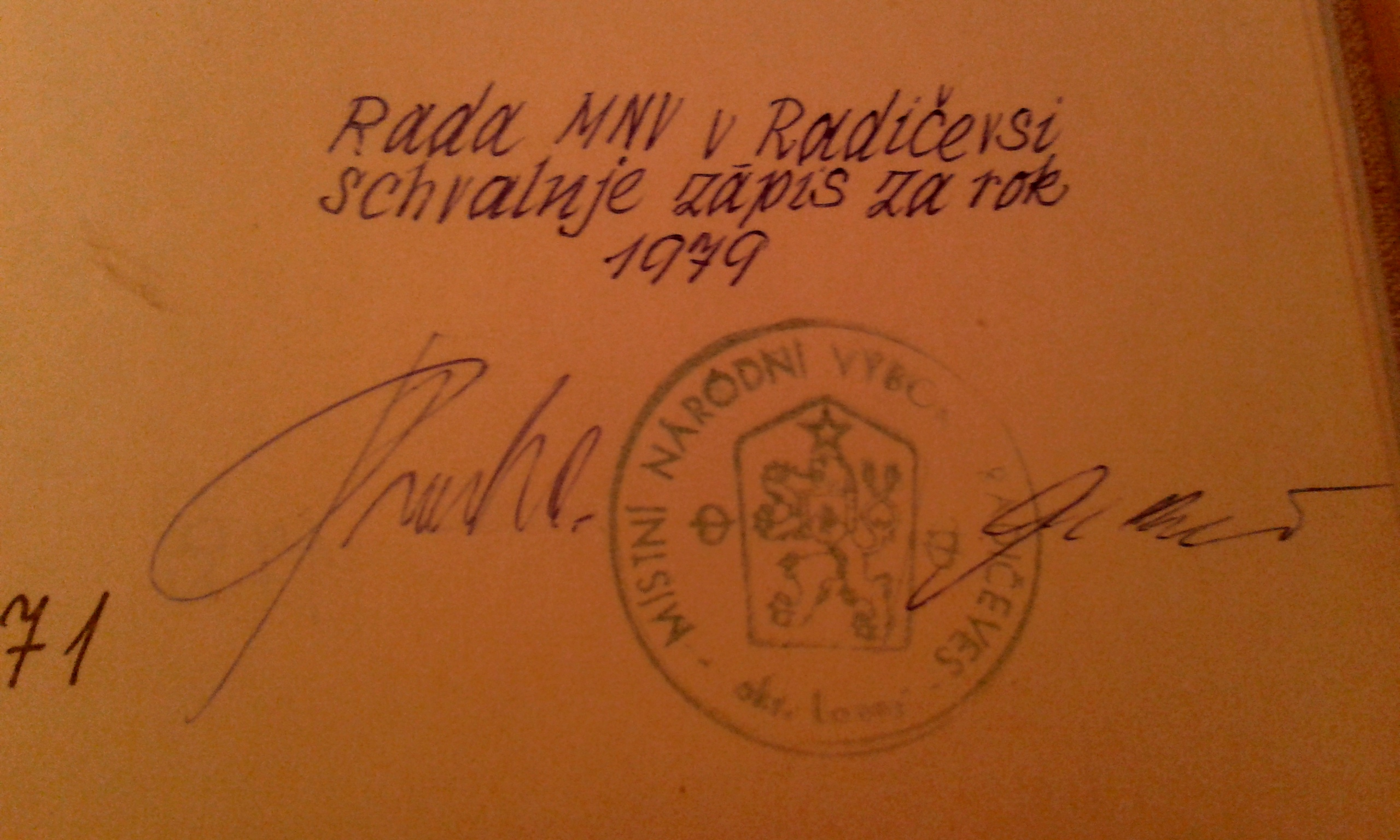
Razítko bývalého MNV

Při sčítání lidu v letech 1869–1950 byla Radíčeves obcí v okrese Žatec a v letech 1961–1980 v okrese Louny. Od 1. ledna 1981 je částí Žatce. V roce 2008 zřídilo město Žatec pětičlenný osadní výbor.

## Pamětihodnosti
- Dochovaná podoba kostela svatého Václava pochází z barokní přestavby, ale ve zdivu se dochovaly výrazné gotické prvky. Barokní zařízení pochází přibližně z první poloviny osmnáctého století.[12] V roce 2015 proběhla rekonstrukce kostela i jeho nejbližšího okolí. Znovuotevřen byl při slavnostní mši celebrované biskupem Janem Baxantem 5. prosince 2015.[13]
- U vchodu na zrušený hřbitov stojí barokní socha svatého Jana Nepomuckého.[12]

## Osobnosti
Ve vesnici se narodil Karel Wolfram (1777 – 3. března 1839), doktor práv, děkan Právnické fakulty a rektor Karlovy univerzity.

## Galerie

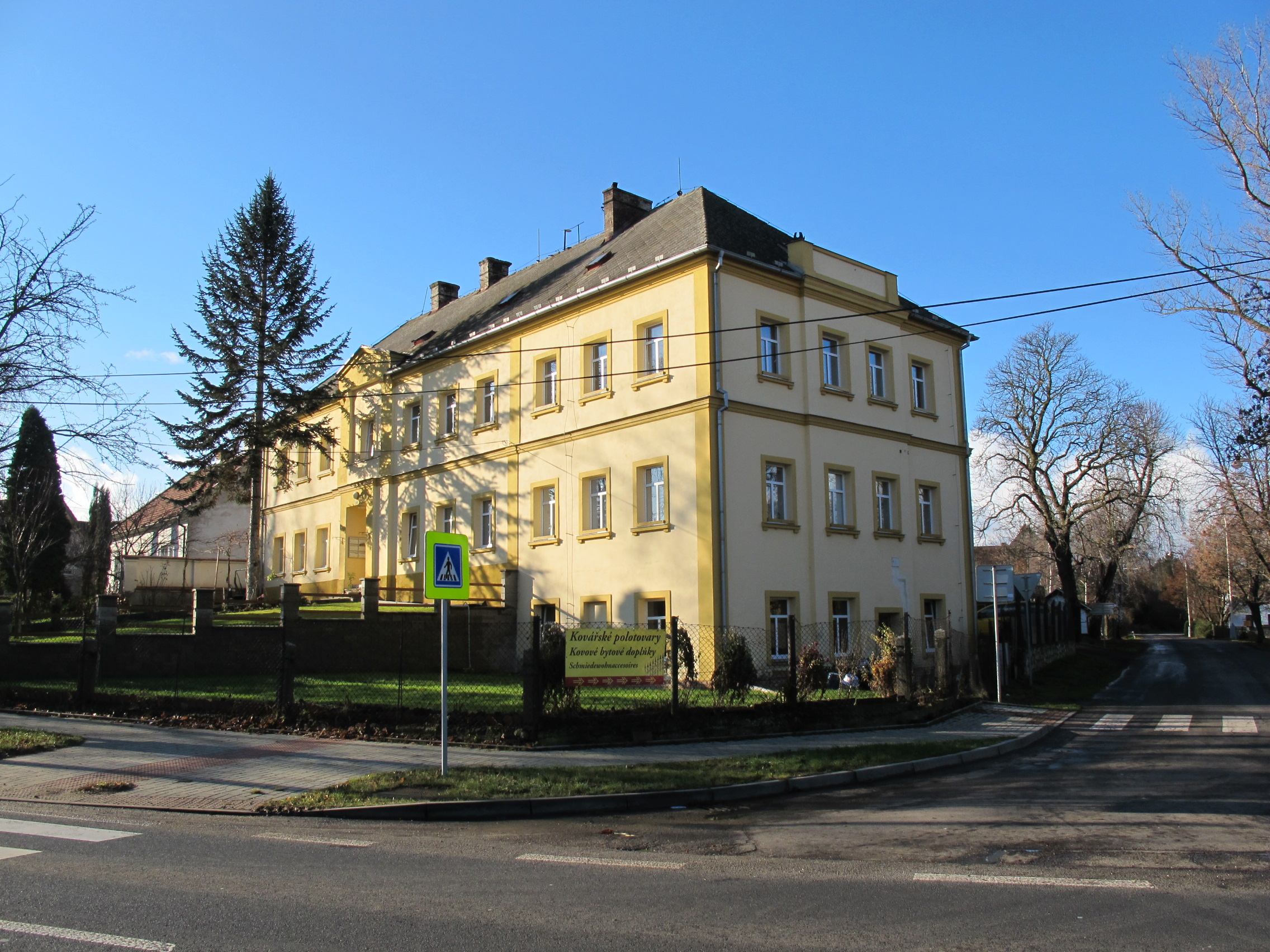
Bývalá škola
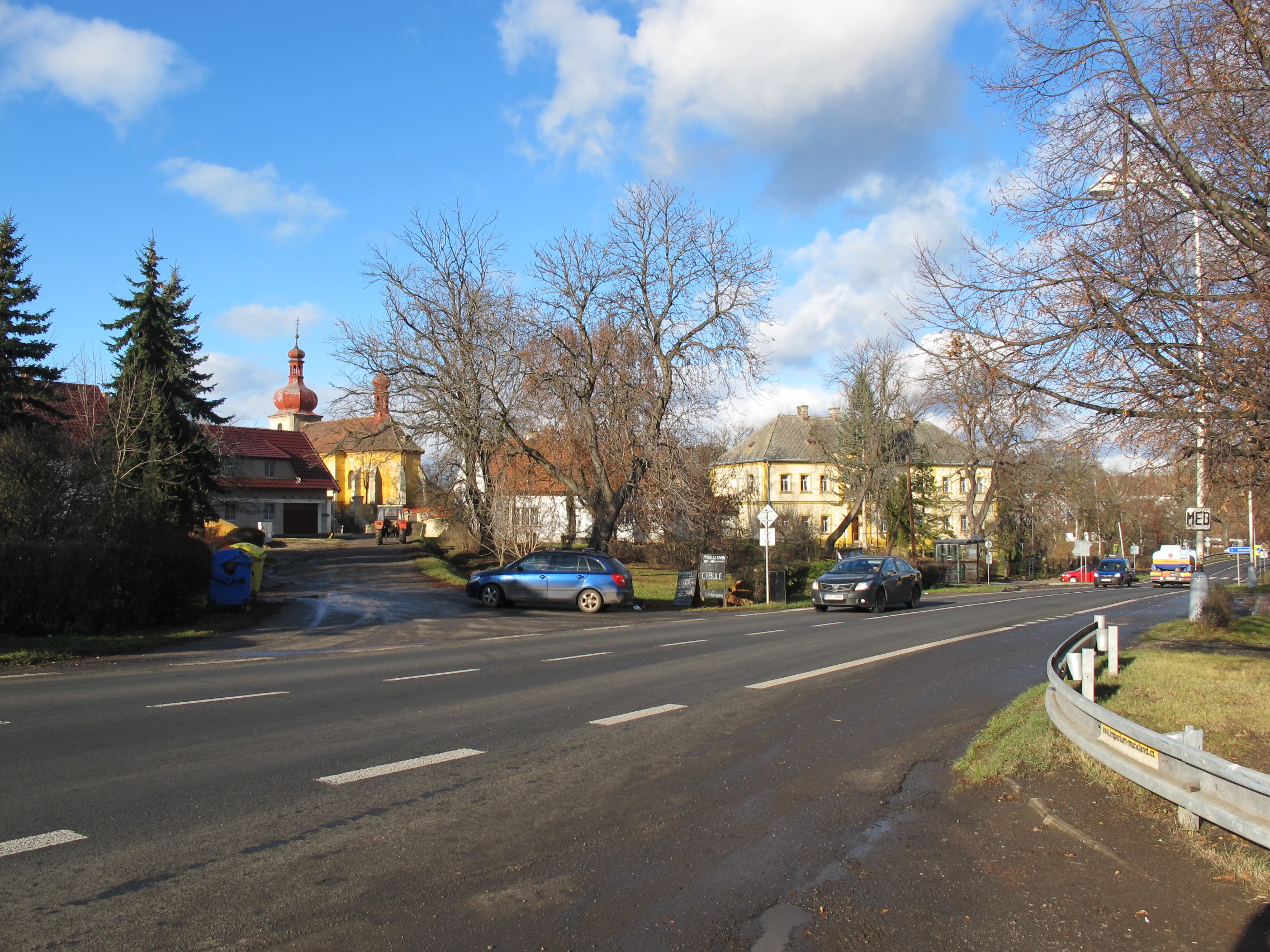
Náves
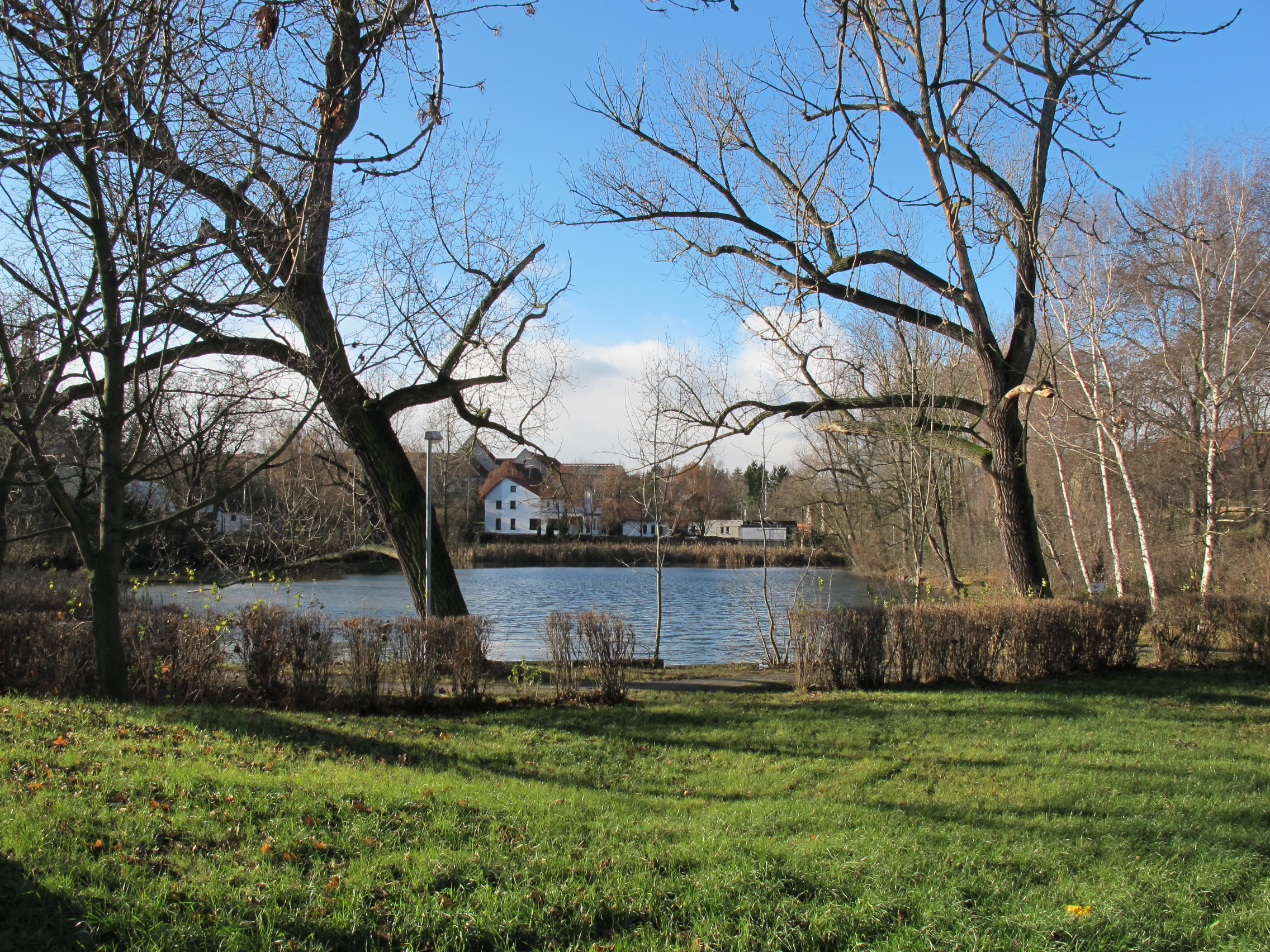
Rybník
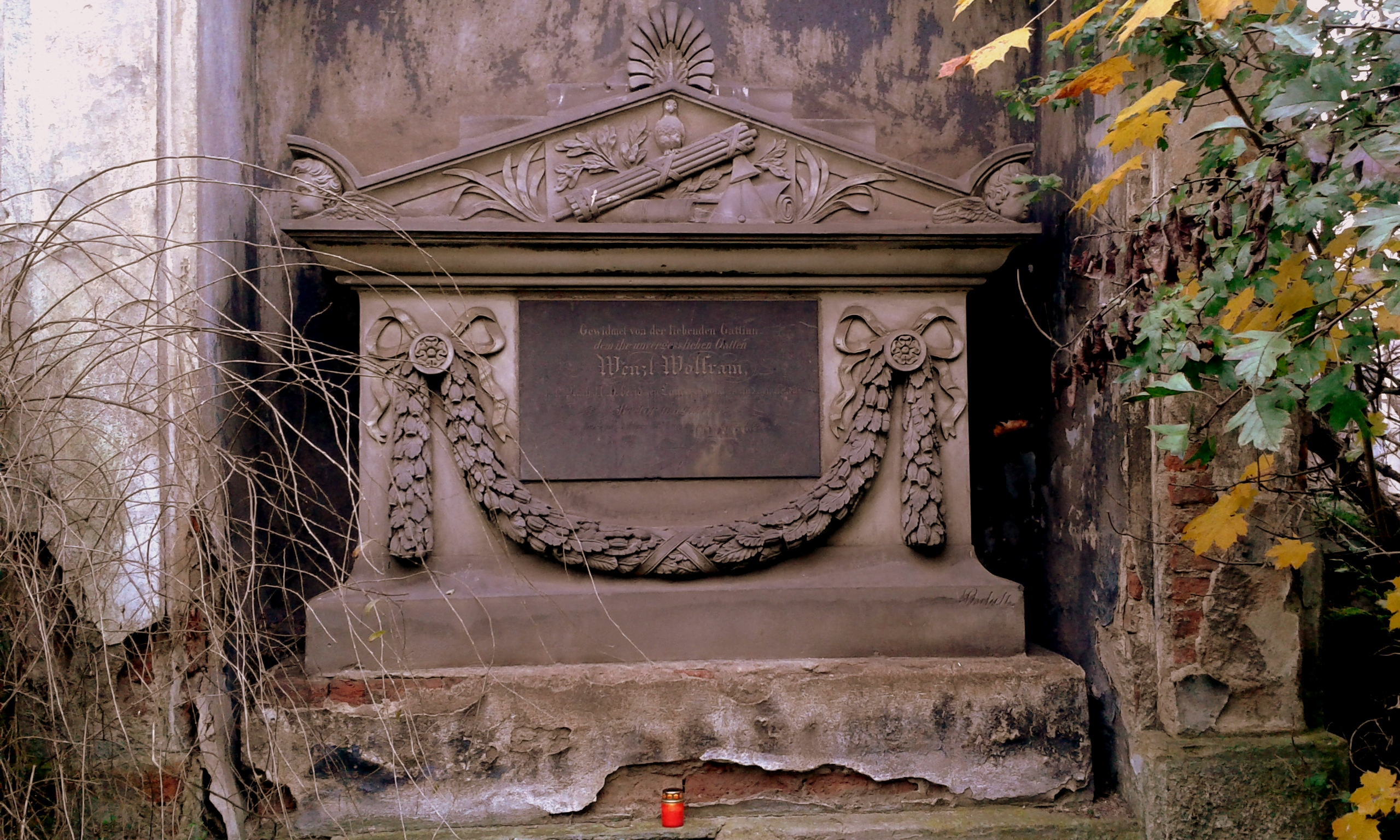
Hrobka Karla Wolframa